# Phyllanthaceae
Phyllanthaceae es una familia de plantas de fanerógamas, previamente conocida como subfamilia Phyllanthoideae de Euphorbiaceae. La familia comprende 9 tribus con 56 géneros y unos 1725 especies de árboles, arbustos e hierbas distribuidos por las regiones tropicales del mundo. 

## Fitoquímica
Los alcaloides se encuentran en muchas especies, tales como la (-)-filocrisina (Margaritaria), aspertinas (Andrachne), gloquidina (Glochidion).

## Géneros

### TribuAmanoeae
Amanoa (también llamado Micropetalum)
Pentabrachion

### TribuAntidesmeae
Subtribu Antidesminae:

Antidesma (también Bestram, Coulejia, Minutalia, Rhytis, Rubina, Stilago)
Celianella
Hieronyma (también Hieronima, Hyeronima, Stilaginella)
Leptonema
Thecacoris (también Baccaureopsis, Cyathogyne, Henribaillonia)
Subtribu Porantherinae:

Oreoporanthera
Poranthera
Subtribu Scepinae:

Apodiscus
Aporosa (también Aporusa, Leiocarpus, Lepidostachys, Scepa, Tetractinostigma)
Ashtonia
Baccaurea (también Adenocrepis, Calyptroon, Coccomelia, Everettiodendron, Gatnaia, Hedycarpus, Microsepala, Pierardia)
Distichirhops
Jablonskia
Maesobotrya (también Staphysora)
Nothobaccaurea
Protomegabaria
Richeria (también Bellevalia, Guarania)
Subtribu Spondianthinae:

Spondianthus (también Megabaria)
Subtribu Uapacinae:

Uapaca (también Canariastrum)

### TribuBischofieae
Bischofia (también Microelus, Stylodiscus)

### TribuBridelieae
Bridelia (también Candelabria, Gentilia, Pentameria, Tzellemtinia)
Cleistanthus (también Clistanthus, Godefroya, Kaluhaburunghos, Lebidiera, Lebidieropsis, Leiopyxis, Nanopetalum, Neogoetzia, Paracleisthus, Schistostigma, Stenonia, Stenoniella, Zenkerodendron)

### TribuHymenocardieae
Didymocistus
Hymenocardia

### TribuMartretieae
Martretia

### TribuPhyllantheae
Subtribu Andrachinae:

Andrachne (también Eraeliss, Thelypotzium)
Subtribu Astrocasiinae:

Astrocasia
Subtribu Flueggeinae:

Breynia (también Foersteria, Forsteria, Melanthes, Melanthesa, Melanthesopsis)
Flueggea (también Bessera, Colmeiroa, Geblera, Neowawraea, Pleiostemon, Villanova)
Glochidion (también Agyneia, Bradleia, Bradleja, Coccoglochidion, Diasperus, Episteira, Glochidionopsis, Glochisandra, Gynoon, Lobocarpus, Pseudoglochidion, Tetraglochidion, Zarcoa)
Margaritaria (también Calococcus, Prosorus, Wurtzia, Zygospermum)
Phyllanthus (también Anisonema, Aporosella, Arachnodes, Ardinghalia, Asterandra, Cathetus, Ceramanthus, Chorisandra, Cicca, Clambus, Conami, Dendrophyllanthus, Dicholactina, Dimorphocladium, Emblica, Epistylium, Eriococcus, Fluggeopsis, Genesiphylla, Hemicicca, Hemiglochidion, Kirganelia, Leichhardtia, Lomanthes, Maborea, Macraea, Menarda, Mirobalanus, Moeroris, Nellica, Niruri, Nymania, Nymphanthus, Orbicularia, Oxalistylis, Ramsdenia, Reidia, Rhopium, Roigia, Scepasma, Staurothylax, Synexemia, Tricarium, Uranthera, Urinaria, Williamia, Xylophylla)
Reverchonia
Richeriella
Sauropus (también Aalius, Breyniopsis, Ceratogynum, Diplomorpha, Heterocalymnantha, Hexadena, Hexaspermum, Ibina, Synastemon, Synostemon)
Subtribu Leptopinae:

Leptopus (también Arachne, Chorisandrachne, Hexakestra, Hexakistra)
Subtribu Pseudolachnostylidinae:

Chascotheca (también Chaenotheca)
Keayodendron
Meineckia (también Cluytiandra, Neopeltandra, Peltandra)
Pseudolachnostylis
Zimmermannia
Zimmermanniopsis
Subtribu Securineginae:

Securinega

### TribuWielandieae
Actephila (también Anomospermum, Lithoxylon)
Blotia
Chonocentrum
Discocarpus
Gonatogyne
Heywoodia 
Lachnostylis
Petalodiscus
Savia (también Charidia, Geminaria, Kleinodendron, Maschalanthus)
Wielandia

## Sinonimia
- Stilaginaceae, Hymenocardiaceae,
- Uapacaceae